# Cha Seung-won
Cha Seung-won (hangul: 차승원; rr: Cha Seung-won; nascido em 7 de junho de 1970) é um ator e modelo sul-coreano que iniciou sua carreira como modelo nos anos 90. Cha alcançou o estrelato através dos filmes de comédia Kick the Moon (2001), Jail Breakers (2002), My Teacher, Mr. Kim (2003) e Ghost House (2004). Depois de provar sua versatilidade em outros gêneros, principalmente no suspense de época Blood Rain (2005) e no melodrama My Son (2007), a popularidade de Cha continuou com os dramas televisivos Bodyguard (2003), City Hall (2009), The Greatest Love (2011) e A Korean Odyssey (2017).

## Filmografia

### Filmes
| Ano  | Título                              | Papel                  | Notas                 |
| ---- | ----------------------------------- | ---------------------- | --------------------- |
| 1997 | Holiday in Seoul                    | Namorado da modelo Leg |                       |
| 1998 | If the Sun Rises in the West        | Ji-min                 |                       |
| 1999 | Ghost in Love                       | Na Han-su              |                       |
| 1999 | Attack the Gas Station              |                        | Aparição              |
| 1999 | Fin de Siecle                       | Sang-woo               |                       |
| 2000 | Black Honeymoon                     | Kim Joon-ho            |                       |
| 2000 | Libera Me                           | Yeo Hee-su             |                       |
| 2001 | Kick the Moon                       | Choi Ki-woong          |                       |
| 2002 | Break Out                           | Yang Cheol-gon         |                       |
| 2002 | Jail Breakers                       | Choi Mu-seok           |                       |
| 2003 | My Teacher, Mr. Kim                 | Kim Bong-doo           |                       |
| 2004 | Ghost House                         | Park Pil-gi            |                       |
| 2004 | Lovely Rivals                       | Kim Bong-doo           | Participação          |
| 2005 | Blood Rain                          | Lee Won-gyoo           |                       |
| 2005 | Murder, Take One                    | Choi Yeon-gi           |                       |
| 2006 | Over the Border                     | Kim Sun-ho             |                       |
| 2007 | Small Town Rivals                   | Jo Choon-sam           |                       |
| 2007 | My Son                              | Lee Kang-shik          |                       |
| 2008 | Eye for an Eye                      | Ahn Hyun-min           |                       |
| 2009 | Secret                              | Kim Seong-yeol         |                       |
| 2010 | Blades of Blood                     | Lee Mong-hak           |                       |
| 2010 | 71: Into the Fire                   | Park Moo-rang          |                       |
| 2012 | The Suck Up Project: Mr. XXX-Kisser | Cha Seung-won          | Participação          |
| 2014 | Man on High Heels                   | Yoon Ji-wook           |                       |
| 2015 | Minions                             | Narrator               | Dublagem coreana      |
| 2016 | The Map Against The World           | Kim Jeong-ho           |                       |
| 2018 | Believer                            | Brian                  | Participação especial |
| 2019 | Cheer Up, Mr. Lee                   | Chul-soo               |                       |
| 2020 | Sinkhole                            |                        |                       |

### Televisão
| Ano  | Título                               | Papel             | Emissora |
| ---- | ------------------------------------ | ----------------- | -------- |
| 1997 | New York Story                       |                   | SBS      |
| 1998 | Song of the Wind                     |                   | SBS      |
| 1998 | Woman vs. Woman                      |                   | MBC      |
| 1998 | Run Barefoot                         |                   | MBC      |
| 1998 | Shy Lovers                           | Im Sung-bom       | MBC      |
| 1998 | Angel's Kiss                         | Jang Tae-ju       | KBS2     |
| 1999 | Roses and Bean Sprouts               | Choi Gyu-dae      | MBC      |
| 1999 | Sunday Best "Someone Is Watching Me" |                   | KBS2     |
| 1999 | Woman on Top                         | Seung-il          | SBS      |
| 1999 | Love Story "Message"                 |                   | SBS      |
| 2003 | Bodyguard                            | Hong Kyung-tak    | KBS2     |
| 2009 | City Hall                            | Jo Gook           | SBS      |
| 2010 | Athena: Goddess of War               | Son Hyuk          | SBS      |
| 2011 | The Greatest Love                    | Dokko Jin         | MBC      |
| 2014 | You're All Surrounded                | Seo Pan-seok      | SBS      |
| 2015 | Splendid Politics                    | Príncipe Gwanghae | MBC      |
| 2017 | A Korean Odyssey                     | Woo Hwi-chul      | tvN      |

### Programas de variedades
| Ano  | Título                                            | Papel            | Emissora |
| ---- | ------------------------------------------------- | ---------------- | -------- |
| 1998 | Lee Seung-yeon's Say Say Say                      | Co-apresentador  | SBS      |
| 1998 | GO! Our Heaven                                    | Apresentador     | MBC      |
| 1998 | Kim Hye-soo Plus You                              | Co-apresentador  | SBS      |
| 1998 | Music Camp                                        | MC               | MBC      |
| 2006 | Cha Seung-won's Health Club (Sunday Sunday Night) | Membro do elenco | MBC      |
| 2015 | Three Meals a Day: Fishing Village                | Membro do elenco | tvN      |
| 2016 | Three Meals a Day: Gochang Village                | Membro do elenco | tvN      |
| 2019 | Korean Hostel in Spain                            | Membro do elenco | tvN      |

### Participações em vídeos musicais
| Ano  | Título da canção              | Artista       |
| ---- | ----------------------------- | ------------- |
| 1998 | "Even if the World Fools You" | Kim Jang-hoon |
| 1998 | "Poison"                      | Uhm Jung-hwa  |
| 2000 | "I am a Man"                  | Kim Jang-hoon |
| 2001 | "I Love You"                  | Position      |
| 2002 | "In My Heart"                 | 4U            |
| 2003 | Project X                     | [ 4 ]         |
| 2008 | "Rain Shower"                 | Kim Jang-hoon |
| 2011 | "Cry Cry"                     | T-ara         |
| 2012 | "Lovey Dovey"                 | T-ara         |
| 2012 | "I'm Sorry"                   | Lena Park     |
| 2017 | "Beautiful"                   | Wanna One     |

## Teatro
| Ano  | Título                      | Papel        |
| ---- | --------------------------- | ------------ |
| 2012 | Bring Me My Chariot of Fire | Lee Soon-woo |